# ジャラシュワ (ドック型揚陸艦)
ジャラシュワ(INS Jalashwa L41)は、インド海軍のドック型揚陸艦である。
“ジャラシュワ”とはサンスクリット語で「タツノオトシゴ」の意味であり、“神の使い”の意味を持つ。

## 概要
アメリカ海軍のドック型輸送揚陸艦トレントン(USS Trenton LPD-14)の後身で、4,800万ドルで売却され、「ジャラシュワ」と命名されてインド海軍へ就役した。
ジャラシュワは東海艦隊に配属され、2007年9月12日、ヴィシャーカパトナム海軍基地へ到着した。
本艦は現在のところ、インド海軍所属艦艇で航空母艦「ヴィクラマーディティヤ」についで2番目に大きい艦である。